# Politico
Politico, původně známé jako The Politico, je americká společnost, zabývající se politickým zpravodajstvím, se sídlem v Arlingtonském okrese ve Virginii, komentující politiku ve Spojených státech amerických i politiku mezinárodní. Svůj zpravodajský obsah distribuuje prostřednictvím vlastních webových stránek, televize, tištěných novin, rozhlasu a podcastů. Zpravodajské pokrytí událostí ve Washingtonu, D.C. zahrnuje Kongres Spojených států amerických, prezidenta Spojených států, vládu USA, lobbying a hlavní média.

## Historie

### Počátky, styl a růst
Novináři John F. Harris a Jim VandeHei založili Politico 23. ledna 2007 po svém odchodu z deníku The Washington Post s finanční podporou Roberta L. Allbrittona. Reportéři Politico již od začátku vždy s sebou na každé nasazení nosili videokameru. Vedení společnosti po nich požadovalo, aby svou práci sami propagovali i jinde. Díky tomu mělo Politico již v roce 2008 více než 3 miliony unikátních návštěv webových stránek měsíčně.
Od roku 2011 se Politico začalo soustřeďovat více i na dlouhodobější žurnalismus a analýzu médií.

### Globální expanze
V září 2014 se Politico dohodlo na založení společného podniku s německým vydavatelstvím Axel Springer SE a vytvořilo tak své evropské vydání, Politico Europe, známého také jako Politico.eu, se sídlem v Bruselu.

## Distribuce a obsah

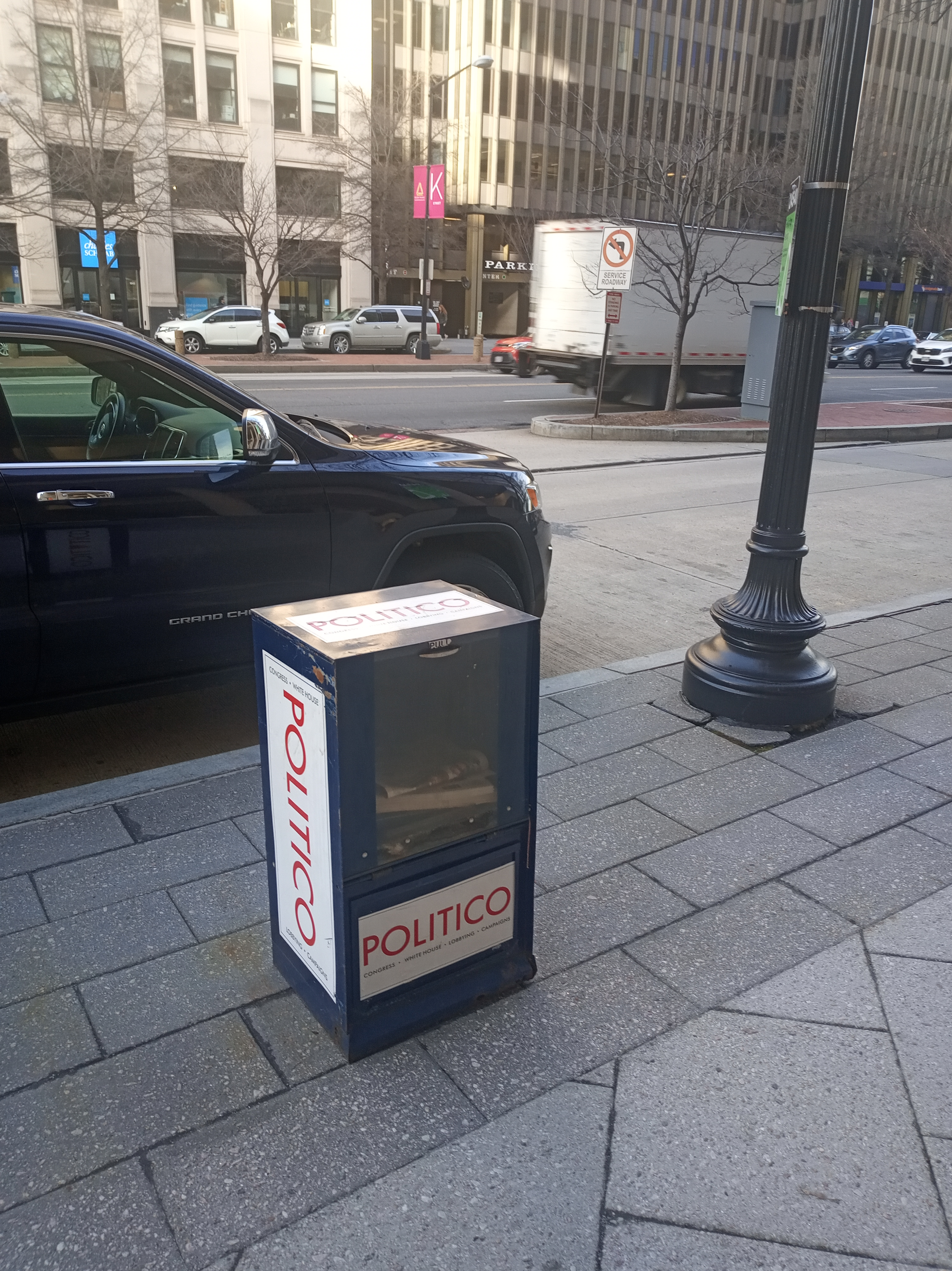
Distribuce tištěné verze Politico na ulici (K Street) ve Washingtonu, D.C.

Roku 2017 dosáhly americké stránky Politico sledovanost 26 miliónů unikátních návštěv měsíčně, a sledovanost evropské edice byla již 1,5 miliónu návštěv měsíčně. Tištěné noviny měly v roce 2009 cirkulaci zhruba 32 000 výtisků zdarma ve Washingtonu, D.C. a Manhattanu. Noviny mají pět vydání týdně pokud zasedá Kongres, ale v době kongresové dovolené frekvence klesá někdy i jen na jedno vydání týdně. Noviny obsahují reklamu.
Politico je na základě smluv distribuováno i jinými mediálními společnostmi, které rozšiřují vizuální, hlasový i tištěný obsah. K jejich partnerům patří CBS News, ABC (stanice WJLA), kabelový kanál NewsChannel 8, rozhlasová stanice WTOP-FM a volební zpravodajství Yahoo! News.

## Ideologie a vliv
V roce 2007 obvinila aktivistická skupina Media Matters for America Politico, že se názorově kloní k republikánské straně politického spektra. Nicméně studie provedená v roce 2012 zjistila, že čtenářů, kteří se identifikují jako příznici Demokratů je 29 %, zatímco republikánských příznivců bylo mezi čtenáři úplně stejných 29 %.
Řada komentátorů oceňuje, že původní filozofie či strategie, se kterou bylo Politico založeno – specificky prioritizace kratších shrnutí a publikace velkého množství zpráv – donutila jiné, zavedenější publikace a média začít měnit styl, například publikovat rychleji a měnit svůj zpravodajský tón.